# Hylophila orientalis
Hylophila orientalis är en orkidéart som beskrevs av Rudolf Schlechter. Hylophila orientalis ingår i släktet Hylophila och familjen orkidéer. Inga underarter finns listade i Catalogue of Life.